# 萊龍峰
61°25′18″N 8°36′03″E / 61.42167°N 8.60083°E
萊龍峰（挪威語：Leirungstinden）是挪威的山峰，位於該國東南部內陸郡，處於沃戈，距離首都奧斯陸200公里，屬於尤通黑門山脈的一部分，海拔高度2,288米。該地屬於凍原氣候。